# 西南航空1380号班机事故
西南航空1380號班機是西南航空由纽约拉瓜迪亚机场飛往达拉斯爱田机场的定期航班。2018年4月17日，一架注册号为N772SW的波音737-7H4在执飞该航班时，1号（左侧）发动机发生非包容性故障，导致发动机整流罩碎裂并脱离飞机。这些碎片对机翼造成了损伤，并打破了机身左侧的一个舷窗，令机舱快速减压，并将坐在这扇舷窗旁边的一名乘客半截身子吸出飞机。飞机随后紧急下降，并迫降在费城国际机场。尽管这名半身吸出飞机的乘客在降落前被拉回飞机并由他人进行急救，在降落后仍被医护人员宣布不治身亡。另有8名乘客受轻伤。
這起事故是自2009年大陸連接航空3407號班機空難以來，美國境內航空公司首次發生乘客遇難事件，也是西南航空歷史上首個乘客死亡事故。
加拿大Cineflix公司所製作的空中浩劫第21季第5集Cabin Catastrophe即為1380號班機。

## 組員
機長是塔米·喬·舒爾茨，56歲，前美國海軍飛行員，有著超過11000小時的飛行經驗，其中約10000小時在波音737上飛行，副駕駛是達倫·李·埃利索，44歲，前美國空軍飛行員，有著超過9500小時的飛行經驗，在波音737上飛行的時間超過了6900小時。

## 事发过程
2018年4月17日，该航班在费城机场附近左发动机突然爆炸，随之把其后方的一扇窗户炸碎，导致客舱瞬间失压且该窗户旁的一名乘客上半身被吸出机舱。尽管飞机最终紧急降落费城国际机场，被吸乘客成功被拉回，但最终抢救无效死亡。该乘客的死因是因為头部、颈部和躯干受到了钝性创伤。